# Reformes de l'orde franciscà
Les reformes de l'orde franciscà són els moviments que, originats al si del mateix orde fundat per sant Francesc d'Assís en 1209, tenien com a objectiu fer que l'orde recuperés el seu esperit fundacional i tornés al rigor i austeritat originaris. Han estat freqüents al llarg dels segles, des de poc després de la fundació.
Els moviments successius de reforma, o observants, sempre han tingut un origen i desenvolupament similar. En un moment donat, quan l'orde s'ha consolidat, la seva vida en comú i l'aplicació rigorosa de la regla, es relaxen i fa que sectors més rigoristes, desitjosos de tornar a l'esperit originari, proposin una reforma. Aquests sectors observants creen, al si de l'orde, noves comunitats on s'aplica el seu ideal de reforma, i amb el temps, les comunitats són reconegudes i acaben constituint una branca separada de l'orde, però dintre d'ella: solen tenir la mateixa regla monàstica, però constitucions i reglament diferents. Amb el temps, la relaxació de costums també es dona al si de l'orde reformat i s'origina un nou moviment observant que acaba creant una branca reformista, etc., etc. Periòdicament, per posar ordre en un conjunt massa gran de branques del mateix orde, es donen intents de reunificació que tenen èxit però que, també amb el temps, originen moviments més i menys rigoristes.

## Història dels moviments reformistes franciscans
L'orde va ser fundat per Francesc d'Assís el 1209. Fins al 1221, que adopten el nom d'Orde dels Germans Menors o Frares Menors, eren coneguts com a Penitents d'Assís. El nucli originari de l'orde és el que avui forma el tronc dels Frares Menors Conventuals, a partir del qual van anar escindint-se les diferents branques observants.
Com a fruit d'una ràpida expansió per tot Europa, de la construcció de nous convents, de la gran afluència de llegats i donacions a l'orde, del paper dels franciscans en la universitat, etc., el nivell d'aplicació del rigor de la regla comença a baixar, especialment en el que fa referència a la pobresa absoluta. Ja el 1230 el papa Gregori IX ha d'intervenir entre sectors que fan diferents interpretacions de la regla.

### Zelants, espirituals ifraticelli/ minorites o de la comunitat
Especialment des dels anys quaranta del mateix segle xiii, s'originen moviments, anomenats zelants (celanti), de tendència clarament observant, que propugnen més zel en l'aplicació de la regla, i que acusen l'orde, conegut llavors com a minorites, de relaxar-se en la seva observança i d'allunyar-se de la voluntat del fundador.
Els zelants van formar un moviment cada cop més fort dintre de l'orde. A partir de 1274, quan es va estendre el rumor que l'orde volia derogar l'obligació de la pobresa absoluta, es va constituir formalment el grup anomenat dels espirituals i confrontat al frares de la comunitat. Els noms reflectien la prioritat donada pels observants al conreu de la vida espiritual enfront de la vida comunitària, urbana, però menys austera i rigorosa, de l'orde conventual. Els moviments de fraticelli, alguns d'ells violents i clarament desautoritzats per l'orde, van originar-se en aquest marc. Diferents moviments es desenvoluparen entre 1274 i 1467, amb períodes de permisivitat i de repressió, especialment al sud de França i Itàlia. Va destacar-ne la comunitat dels clarens entre 1317 i 1473, originada a partir d'un grup de fraticelli liderat per Angelo Clareno.
Dels espirituals van néixer també els celestins, d'esperit anacoreta. Els intents de conciliació entre espirituals i comunitaris va acabar en 1312 quan Climent V va exhortar tots a l'observança de la regla i la unió, però confirmant l'estil de vida de la comunitat conventual, negant la separació dels espirituals. L'orde quedava constituïda, doncs, pels anomenats conventuals o claustrals.

### Observants / conventuals (1378-1517)
El tronc conventual, però, també va veure que hi havia una voluntat reformadora en alguns membres. El més important va ser el de restauració de la vida eremítica i respecte a la regla que va liderar Paoluccio Trinci de Foligno a partir de 1378: la Regular Observança, que va assolir un extraordinari desenvolupament. A partir d'aquest moviment reformista es van originar els Frares Menors Observants que, entre 1407 i 1415 van ser reconeguts i van comptar amb vicaris generals propis. Després, les comunitats observants mantenien unes formes de vida separades de la comunitat conventual.
Al si dels conventuals, al seu torn, es donaven noves reformes que portaven els seus membres cap a les comunitats observants. Així, es van donar les reformes dels:
- Villacrecians (1396-1471), impulsada a Castella per Pedro de Villacreces.
- Reforma de Pere de Vilanova, a Aquitània (1402-1408).
- Coletins (1412-1517), o ministerians o conventuals reformats, reformats per Coleta de Corbie paral·lelament a la reforma de les clarisses coletines.
- Martinians, reforma moderada de 1430, amb poc èxit, seguida sobretot a l'Europa central.
- Amadeïtes (1460-1517), a Itàlia, impulsada per Amadeu Mendez da Silva.
- Frares Menors Descalços o guadalupencs (1495-1517), impulsada per Juan de Guadalupe a Extremadura i estesa principalment per Espanya i Portugal.

A la inversa, algunes reformes es van originar entre els observants que volien adoptar postures més "conventuals"; entre elles:
- Capriolans (1467-1480), fundada per Pietro da Capriolo
- Clarens que el 1473 van voler tornar al si de l'orde conventual.

### Menors Observants / Menors Conventuals (1517-1897)
El 1517, Lleó X va promulgar la butlla Ite vos, d'unificació de l'orde. Segons ella, l'orde es va dividir en dos ordes diferents, amb ministres generals cadascuna: els Frares Menors Observants i els Frares Menors Conventuals. Els primers reunien els diferents grups observants, com els coletins, els amadeïtes i els descalços; els segons, agrupaven els corrents conventuals i no presentava tanta diversificació.
No obstant això, la unió dels observants va durar poc. Entre les reformes, en destacaren:
- Germans Menors Caputxins, fundat el 1525 per Matteo da Bascio i que va acabar constituint un orde separat.
- Frares Menors Reformats de l'Estricta Observança, estesa a Itàlia i l'Europa central, aprovats per Climent VII en 1532; el 1622 s'originà, dintre seu, la Riformella, iniciada per Bonaventura Gran.
- Frares Menors Descalços o alcantarins (1563-1897), que continuen intentant aconseguir més autonomia, especialment impulsats pel sant Pedro de Alcántara.
- Franciscans Recol·lectes (1583-1897), a França, liderats per François Doziech.

Mentrestant, els conventuals van tenir un moviment de reforma significatiu, el dels Conventuals Reformats (1557-1668), a Itàlia i Polònia.
Al final del segle xviii, al si de l'orde observant hi havia: 39.000 frares observants, 19.000 reformats, 11.000 recol·lectes i 7.000 descalços.

### Des de 1897: menors, conventuals i caputxins
El 1897, Lleó XIII va suprimir l'autonomia de les reformes observants, unificant-les (amb l'excepció dels caputxins), en un únic orde sota el nom comú de Frares Menors. Des de l'anomenada Unió Leonina, el primer orde franciscà es compon de tres branques, que són les actuals:
- Frares Menors, que tenen la primacia de l'orde i agrupa els antics corrents observants, succeint els Frares Menors Observants.
- Frares Menors Conventuals, antic tronc originari de l'orde.
- Frares Menors Caputxins, autònoms des de la seva fundació en 1525 com a branca observant.